# Przełęcz pod Czołem
Przełęcz pod Czołem, dawna nazwa Bierutowicka Przełęcz – szeroka przełęcz na wysokości ok. 819 m n.p.m., w Sudetach Zachodnich, w Karkonoszach.
Przełęcz położona jest w północno-wschodniej części Karkonoszy. Oddziela Śląski Grzbiet od Pogórza Karkonoskiego, a dokładnie Czarną Górę od Czoła.
Przełęcz jest dobrze widoczna w terenie, jest to szerokie obniżenie, w którym rozłożyły się zabudowania Bierutowic.
Okolice przełęczy zbudowane są z granitu karkonoskiego.

## Turystyka
Przez przełęcz przechodzi szlak turystyczny:
 z Bierutowic na Czoło i dalej do Jeleniej Góry.
- Szklarska Poręba – Schronisko PTTK „Kochanówka” – Przełęcz Żarska – Przesieka – Przełęcz pod Czołem – Przełęcz Okraj[2]